# Белогородцев, Владимир Фёдорович
Владимир Фёдорович Белогородцев (1879—1955) — терский казак, генерал-майор Генштаба Российской империи, белогвардеец.

## Служба в России
Окончил Тифлисский кадетский корпус. После Николаевского инженерного училища Белогородцев попал в 14-й саперный батальон, где заведовал подрывной командой. Окончив в 1909 году Николаевскую военную академию, был назначен старшим адъютантом штаба 4-й Сибирской стрелковой дивизии. В декабре 1912 года назначен обер-офицером для поручений при штабе 3-го Кавказского корпуса.
В 1914 году в чине подполковника штаб-офицером для поручений при штабе 3-го Кавказского корпуса Белогородцев вступил в Первую мировую войну на Юго-Западном фронте. Участвовал с корпусом в боях у Тарнавки в августе 1914 года, в сражении под Ивангородом осенью 1914 года, в боях у реки Пилицы в ноябре-декабре 1914 года, за что получил ряд боевых орденов и Георгиевское оружие. С 17 марта 1915 года исполняющий должность начальника штаба 7-й пехотной дивизии, с июня начальника штаба 24-й пехотной дивизии, с которой воевал у Наревы под Ломжей и оборонял Гродно. В 1916 году был ранен и контужен во время боёв на Стоходе в период Брусиловского наступления. В феврале 1917 г. назначен командиром 150-го пехотного Таманского полка, а в марте — командиром 149-го пехотного Черноморского полка. В сентябре 1917 г. подал рапорт о болезни и выехал с семьей в Терскую область.
В 1918 году участвовал в формировании белоказачьих частей на территории Терского казачьего войска. С конца 1918 года занимал штабные должности в 3-м армейском корпусе генерала Ляхова. В начале 1919 года назначен начальником 2-й Терской пластунской бригады. В 1920 году начальник Войскового штаба Терского казачьего войска.

## Эмиграция
Белогородцев эмигрировал сначала в Горное Милановице (Сербия), а затем переехал во Францию, в Париж. Умер в доме престарелых в Ганьи (пригород Парижа) в 1955 году. Похоронен на местном кладбище.